# 畠山高国
畠山 高国（はたけやま たかくに）は、南北朝時代の武将、守護大名。

## 生涯
足利尊氏と後醍醐天皇の争いでは尊氏に属し、延元元年/建武3年（1336年）に京都で戦った後に伊勢守護に任命された。しかし、延元3年/暦応元年（1338年）に奥州から南下して来た北畠顕家の伊勢通過を阻止出来なかった責任を問われ伊勢守護職を取り上げられた。
興国6年/貞和元年（1345年）に子の国氏が吉良貞家と共に奥州管領に任命されると国氏の後見人として一緒に奥州に赴任、多賀国府を拠点として奥州支配に取り組んだが、京都で尊氏と弟の直義が衝突すると（観応の擾乱）、奥州もそれぞれの派閥に分かれ、高国は尊氏に味方して留守氏・宮城氏らと共に岩切城に籠城したが、直義派に属した貞家に攻められ国氏らと共に自殺した。享年47。
生き残った孫の国詮は貞家への抵抗を続けたが、劣勢を挽回出来ず没落、子孫は二本松氏と呼ばれるようになった。畠山氏の嫡流は国詮から高国の甥の国清の家系に移っていった。